# Eino Kirjonen
Eino Einari Kirjonen (* 25. Februar 1933 in Koivisto; † 21. August 1988 in Kouvola) war ein finnischer Skispringer.
Er belegte zwischen 1953 und 1957 dreimal den zweiten Platz bei der Vierschanzentournee. In der Saison 1956/57 verlor er mit 0,7 Punkten Rückstand gegen seinen Landsmann Pentti Uotinen. Bei den Olympischen Winterspielen 1956 in Cortina d’Ampezzo wurde er auf der Großschanze Siebter. 1962 gewann er die Vierschanzentournee. Nachdem er bereits 1961 die Schweizer Springertournee gewonnen hatte, verteidigte er 1963 als erster Skispringer den Gesamtsieg. 

## Erfolge

### Schanzenrekorde
| Ort           | Land       | Weite              | aufgestellt am | Rekord bis     |
| ------------- | ---------- | ------------------ | -------------- | -------------- |
| Bischofshofen | Österreich | 94,0 m (HS: 140 m) | 5. Januar 1957 | 6. Januar 1960 |